# Айнаколь (Акмолинская область)
Айнако́ль (каз. Айнакөл, до 2007 г. — Красново́дское) — село в Буландынском районе Акмолинской области Казахстана. Административный центр Айнакольского сельского округа. Код КАТО — 114051100.

## География
Село находится в юго-западной части района, возле одноимённого озера, на расстоянии примерно 99 километров (по прямой) к юго-западу от административного центра района — города Макинск. 
Абсолютная высота — 283 метров над уровнем моря. 
Климат холодно-умеренный, с хорошей влажностью. Среднегодовая температура воздуха положительная и составляет около +3,8°С. Среднемесячная температура воздуха в июле достигает +20,1°С. Среднемесячная температура января составляет около -14,8°С. Среднегодовое количество осадков составляет около 400 мм. Основная часть осадков выпадает в период с мая по август.
Ближайшие населённые пункты: село Новый Колутон — северо-западе, село — Воробьёвка на северо-востоке.
Севернее села проходит автомобильная дорога областного значения — КС-8 «Новый Колутон — Акколь — Азат — Минское».

## История
Постановлением Акимата Акмолинской области от 27 апреля 2007 года № а-5/145 и решением Акмолинского областного Маслихата от 27 апреля 2007 года № ЗС-26-13 «О переименовании некоторых населенных пунктов Акмолинской области по Буландынскому и Аршалынскому районам», зарегистрированное Департаментом юстиции Акмолинской области 25 мая 2007 года № 3223 — село Красноводское Айнакольского сельского округа было переименовано в село Айнаколь на согласии решения областной комиссии по языковой политике и ономастике при акимате Акмолинской области от 30 марта 2007 года.

## Население
В 1989 году население села составляло 745 человек (из них казахи — 55%, русские — 22%).
В 1999 году население села составляло 638 человек (310 мужчин и 328 женщин). По данным переписи 2009 года в селе проживало 467 человек (247 мужчин и 220 женщин).
| Численность населения | Численность населения | Численность населения |
| 1989                  | 1999                  | 2009                  |
| --------------------- | --------------------- | --------------------- |
| 745                   | ↘638                  | ↘467                  |

## Улицы[7]
- ул. Бейбитшилик
- ул. Достык
- ул. Жастар
- ул. Женис